# Pauli Pitkänen
Pauli Pitkänen, född 4 november 1911, död 28 september 1941, var en finländsk längdskidåkare.
Han vann tre guldmedaljer på världsmästerskap, två i Lahtis 1938 och en i Zakopane 1939. 1938 vann han ett VM-guld på 18 kilometer och ingick i det finländska lag som tog guld på 4 x 10 kilometer stafett. 1939 vann han guld på 4 x 10 kilometer stafett tillsammans med Olavi Alakulppi, Eino Olkinuora och Klaus Karppinen.
Vid finländska mästerskapstävlingar slutade han på fjärde plats på 17-kilometer 1937. Han vann 17 kilometer i Puijo 1933, 1934, 1935, 1937 och 1938, samt 15 kilometer i Ounasvaara. I Holmenkollen slutade han tvåa på 17 kilometer  1937.
Pitkänen representerade klubbarna Sänkimäen Haka, Savo Sisu och Puijon Hiihtäjiä. Hans bröder Lauri och Aaro Pitkänen var skidåkare på nationell nivå .
Pitkänen skadades allvarligt i vinterkriget. I fortsättningskriget sårades han av en handgranat och dog av sina skador på militärsjukhus 1941.
Pitkänen har en ättlingar i Sverige.

### Fotnoter
1. ↑  ”Vår drömstad – Norges mardröm”. Aftonbladet. 12 februari 2001. http://wwwc.aftonbladet.se/sport/0102/12/lahti.html. Läst 6 december 2015.